# Liquid Glass
Liquid Glass (Vidro líquido) é uma linguagem de design desenvolvida pela Apple como um tema visual unificado para as interfaces gráficas de seu conjunto de sistemas operacionais. Ela foi anunciada pela primeira vez em 9 de junho de 2025, durante a Worldwide Developers Conference (WWDC). O Liquid Glass apresenta uma interface mais fluida e com aparência de vidro, introduzida no iOS 26, iPadOS 26, macOS Tahoe, tvOS 26 e watchOS 26.

## Princípios
A Apple descreve o Liquid Glass como um material dinâmico que combina as "propriedades ópticas do vidro com uma sensação de fluidez". De acordo com as diretrizes de interface humana atualizadas da Apple, aplicativos desenvolvidos com Liquid Glass devem destacar a hierarquia entre conteúdo e controles. O objetivo dessa linguagem de design foi unificar a aparência e a sensação dos elementos de interface e dispositivos, tornando-os consistentes em diferentes tamanhos de janela e telas.
O design inclui elementos que se adaptam automaticamente ao ambiente, refletindo e refratando luz. Os elementos digitais são transparentes, contrastando com os realces externos de seus formatos. Em uma entrevista ao TechRadar, Craig Federighi, vice-presidente sênior de Engenharia de Software da Apple, mencionou que, durante o processo de criação, os projetistas da Apple utilizaram seus estúdios de design industrial para fabricar vidros com diferentes opacidades e propriedades de lente, aproximando as características da interface às do vidro real.

## Recepção
O Liquid Glass teve uma recepção mista. Alguns usuários elogiaram a estética dos sistemas operacionais desenvolvidos com essa linguagem, impressionados com os efeitos que recriam as propriedades de refração e distorção do vidro. No entanto, outros observaram que certos elementos eram excessivamente transparentes, dificultando a leitura do texto em ambientes de baixo contraste, como sob luz solar direta. Projetistas entrevistados pela Wired consideraram que os efeitos visuais desviavam a atenção do conteúdo dos aplicativos. Um deles também expressou preocupação de que equipes menores de desenvolvimento pudessem ter dificuldade em alcançar os altos padrões visuais exigidos pela nova interface.
O design representou uma mudança nas linguagens de design da Apple, afastando-se de alguns elementos do flat design popularizado por Jony Ive e adotando traços mais expressivos e esqueumórficos. Muitos críticos e usuários nas redes sociais notaram semelhanças com o Windows Aero, incluindo texturas vítreas difundidas pelo Windows Vista.